# 福島県の廃止市町村一覧
福島県の廃止市町村一覧（ふくしまけんのはいししちょうそんいちらん）は、福島県における市制・町村制施行（1889年4月1日）後に、市町村合併や他の自治体に統合されることなどにより廃止した市町村の一覧である。単なる名称の変更は対象としない。
- 町村が「町制」・「市制」を施行し町・市となるケース
  - 「市町村」以外の表記名を変更しなかった自治体は一覧に含まれない。（例：二本松町 → 二本松市）
  - 町制・市制を施行した際に名称を変更した場合も一覧に含まれない。（例：上岡村 → 双葉町）
- 市町村が名称変更した場合は一覧に含まれない。
- 所属郡が変更になった場合は一覧に含まれない。
- 市町村合併で廃止した市町村のケース
  - 編入合併した場合の、存続市町村は廃止に当たらないので一覧に含まれない。
  - 編入合併した場合の、廃止した市町村は一覧に含まれる。
  - 新設合併した場合の、廃止した市町村は一覧に含まれる。
  - 新設合併した場合の、名称が残った市町村も一覧に含まれる。（例：旧・喜多方市 → 新・喜多方市）
- 分割や分立をしたケース
  - 分割で廃止した市町村は一覧に含まれる。（例：箕輪村 → 中野村、三代村）
  - 分立で存続した市町村は一覧に含まれない。（例：磯部村の一部 → 日立木村）

## 1899年以前
- 安積郡箕輪村 （1892年7月21日）安積郡中野村、三代村に分割のため
- 伊達郡立木村 （1893年2月3日）伊達郡立子山村、青木村に分割のため
- 田村郡（旧）二瀬村 （1893年2月3日）田村郡二瀬村、谷田川村に分割のため
- 北会津郡栄和村 （1893年6月3日）北会津郡高野村、町北村に分割のため
- 大沼郡新田村 （1898年1月23日）大沼郡新鶴村新設のため
- 大沼郡鶴野辺村 （1898年1月23日）大沼郡新鶴村新設のため

## 1900年代
- 伊達郡（旧）湯野村 （1901年9月1日）伊達郡湯野村、東湯野村に分割のため
- 信夫郡浜辺村 （1904年4月1日）信夫郡福島町に編入のため

## 1910年代
この10年間県内に廃止市町村なし

## 1920年代
- 河沼郡（旧）柳津村 （1921年5月1日）河沼郡柳津村新設のため
- 河沼郡倉戸村 （1921年5月1日）河沼郡柳津村新設のため
- 河沼郡飯谷村 （1921年5月1日）河沼郡柳津村新設のため
- 河沼郡正中村 （1921年6月1日）河沼郡野沢町に編入のため
- 河沼郡芹草越村 （1921年6月1日）河沼郡野沢町に編入のため
- 河沼郡塔寺村 （1923年4月1日）河沼郡八幡村新設のため
- 河沼郡気多宮村 （1923年4月1日）河沼郡八幡村新設のため
- 河沼郡新舘村 （1923年4月1日）河沼郡八幡村新設のため
- 河沼郡船杉村 （1923年4月1日）河沼郡八幡村新設のため
- 河沼郡坂本村 （1923年4月1日）河沼郡八幡村新設のため
- 安積郡郡山町 （1924年9月1日）郡山市新設のため
- 安積郡小原田村 （1924年9月1日）郡山市新設のため
- 安積郡桑野村 （1925年6月1日）郡山市に編入のため
- 大沼郡川路村 （1925年6月10日）大沼郡玉路村新設のため
- 大沼郡氷玉岡村 （1925年6月10日）大沼郡玉路村新設のため
- 大沼郡田川村 （1927年4月1日）大沼郡高田町に編入のため
- 大沼郡野尻村 （1927年11月23日）大沼郡昭和村新設のため
- 大沼郡大芦村 （1927年11月23日）大沼郡昭和村新設のため
- 南会津郡長江村 （1928年9月1日）南会津郡江川村新設のため
- 南会津郡二川村 （1928年9月1日）南会津郡江川村新設のため
- 相馬郡松ヶ江村 （1929年5月3日）相馬郡中村町に編入のため

## 1930年代
- 石城郡平町 （1937年6月1日）平市新設のため
- 石城郡平窪村 （1937年6月1日）平市新設のため

## 1940年代
- 大沼郡中ノ川村 （1940年4月1日）大沼郡西山村新設のため
- 大沼郡東川村 （1940年4月1日）大沼郡西山村新設のため
- 大沼郡（旧）横田村 （1940年4月1日）大沼郡横田村新設のため
- 大沼郡大滝村 （1940年4月1日）大沼郡横田村新設のため
- 南会津郡小梁村 （1940年11月5日）南会津郡明和村新設のため
- 南会津郡八幡村 （1940年11月5日）南会津郡明和村新設のため
- 南会津郡布沢村 （1940年11月5日）南会津郡明和村新設のため
- 石城郡石住村 （1941年4月1日）石城郡田人村に編入のため
- 石城郡貝泊村 （1941年4月1日）石城郡田人村に編入のため
- 石城郡荷路夫村 （1941年4月1日）石城郡田人村に編入のため
- 耶麻郡磐瀬村 （1941年4月1日）耶麻郡猪苗代町に編入のため
- 耶麻郡磐保村 （1941年4月1日）耶麻郡猪苗代町に編入のため
- 石城郡玉川村 （1941年8月15日）石城郡小名浜町に編入のため
- 相馬郡石橋村 （1942年4月1日）相馬郡飯曽村に編入のため
- 相馬郡大須村 （1942年4月1日）相馬郡大舘村新設のため
- 相馬郡新舘村 （1942年4月1日）相馬郡大舘村新設のため
- 大沼郡西川村 （1942年4月1日）大沼郡宮下村新設のため
- 大沼郡原谷村 （1942年4月1日）大沼郡宮下村新設のため
- 大沼郡三谷村 （1942年4月1日）大沼郡宮下村新設のため
- 信夫郡渡利村 （1947年2月11日）福島市に編入のため
- 信夫郡杉妻村 （1947年2月11日）福島市に編入のため
- 信夫郡瀬上町 （1947年3月10日）福島市に編入のため
- 信夫郡清水村 （1947年3月10日）福島市に編入のため
- 信夫郡岡山村 （1947年3月10日）福島市に編入のため
- 信夫郡鎌田村 （1947年3月10日）福島市に編入のため
- 西白河郡白河町 （1949年4月1日）白河市新設のため
- 西白河郡大沼村 （1949年4月1日）白河市新設のため

## 1950年代
- 石城郡飯野村 （1950年4月1日）平市に編入のため
- 耶麻郡山都村 （1950年4月1日）耶麻郡山都町新設のため
- 耶麻郡木幡村 （1950年4月1日）耶麻郡山都町新設のため
- 耶麻郡小川村 （1950年4月1日）耶麻郡山都町新設のため
- 石城郡神谷村 （1950年5月15日）平市に編入のため
- 双葉郡新山町 （1951年4月1日）双葉郡標葉町新設のため
- 双葉郡長塚村 （1951年4月1日）双葉郡標葉町新設のため
- 北会津郡町北村 （1951年4月1日）若松市に編入のため
- 北会津郡荒井村 （1953年4月1日）北会津郡荒舘村新設のため
- 北会津郡舘ノ内村 （1953年4月1日）北会津郡荒舘村新設のため
- 双葉郡（旧）浪江町 （1953年10月10日）双葉郡浪江町新設のため
- 双葉郡請戸村 （1953年10月10日）双葉郡浪江町新設のため
- 双葉郡幾世橋村 （1953年10月10日）双葉郡浪江町新設のため
- 石城郡鹿島村 （1953年10月10日）石城郡小名浜町に編入のため
- 相馬郡原町 （1954年3月20日）原町市新設のため
- 相馬郡高平村 （1954年3月20日）原町市新設のため
- 相馬郡太田村 （1954年3月20日）原町市新設のため
- 相馬郡大甕村 （1954年3月20日）原町市新設のため
- 信夫郡庭坂村 （1954年3月31日）信夫郡大庭村新設のため
- 信夫郡庭塚村 （1954年3月31日）信夫郡大庭村新設のため
- 信夫郡余目村 （1954年3月31日）福島市に編入のため
- 伊達郡藤田町 （1954年3月31日）伊達郡国見町新設のため
- 伊達郡小坂村 （1954年3月31日）伊達郡国見町新設のため
- 伊達郡森江野村 （1954年3月31日）伊達郡国見町新設のため
- 伊達郡大木戸村 （1954年3月31日）伊達郡国見町新設のため
- 伊達郡大枝村 （1954年3月31日）伊達郡国見町新設のため
- 安達郡（旧）本宮町 （1954年3月31日）安達郡本宮町新設のため
- 安達郡荒井村 （1954年3月31日）安達郡本宮町新設のため
- 安達郡青田村 （1954年3月31日）安達郡本宮町新設のため
- 安達郡仁井田村 （1954年3月31日）安達郡本宮町新設のため
- 田村郡小泉村 （1954年3月31日）安積郡富久山町に編入のため
- 岩瀬郡須賀川町 （1954年3月31日）須賀川市新設のため
- 岩瀬郡浜田村 （1954年3月31日）須賀川市新設のため
- 岩瀬郡西袋村 （1954年3月31日）須賀川市新設のため
- 岩瀬郡稲田村 （1954年3月31日）須賀川市新設のため
- 石川郡小塩江村 （1954年3月31日）須賀川市新設のため
- 相馬郡（旧）小高町 （1954年3月31日）相馬郡小高町新設のため
- 相馬郡金房村 （1954年3月31日）相馬郡小高町新設のため
- 相馬郡福浦村 （1954年3月31日）相馬郡小高町新設のため
- 相馬郡（旧）鹿島町 （1954年3月31日）相馬郡鹿島町新設のため
- 相馬郡真野村 （1954年3月31日）相馬郡鹿島町新設のため
- 相馬郡上真野村 （1954年3月31日）相馬郡鹿島町新設のため
- 相馬郡八沢村 （1954年3月31日）相馬郡鹿島町新設のため
- 相馬郡中村町 （1954年3月31日）相馬市新設のため
- 相馬郡飯豊村 （1954年3月31日）相馬市新設のため
- 相馬郡磯部村 （1954年3月31日）相馬市新設のため
- 相馬郡日立木村 （1954年3月31日）相馬市新設のため
- 相馬郡大野村 （1954年3月31日）相馬市新設のため
- 相馬郡玉野村 （1954年3月31日）相馬市新設のため
- 相馬郡山上村 （1954年3月31日）相馬市新設のため
- 相馬郡八幡村 （1954年3月31日）相馬市新設のため
- 石城郡湯本町 （1954年3月31日）常磐市新設のため
- 石城郡磐崎村 （1954年3月31日）常磐市新設のため
- 石城郡泉町 （1954年3月31日）磐城市新設のため
- 石城郡江名町 （1954年3月31日）磐城市新設のため
- 石城郡小名浜町 （1954年3月31日）磐城市新設のため
- 石城郡渡辺村 （1954年3月31日）磐城市新設のため
- 耶麻郡北山村 （1954年3月31日）耶麻郡北塩原村新設のため
- 耶麻郡大塩村 （1954年3月31日）耶麻郡北塩原村新設のため
- 耶麻郡檜原村 （1954年3月31日）耶麻郡北塩原村新設のため
- 耶麻郡朝倉村 （1954年3月31日）耶麻郡加納村（即日廃止）・山都町（即日廃止）に分割編入のため
- 耶麻郡加納村 （1954年3月31日）耶麻郡熱塩加納村新設のため
- 耶麻郡熱塩村 （1954年3月31日）耶麻郡熱塩加納村新設のため
- 耶麻郡（旧）山都町 （1954年3月31日）耶麻郡山都町新設のため
- 耶麻郡相川村 （1954年3月31日）耶麻郡山都町新設のため
- 耶麻郡早稲谷村 （1954年3月31日）耶麻郡山都町新設のため
- 耶麻郡一ノ木村 （1954年3月31日）耶麻郡山都町新設のため
- 耶麻郡喜多方町 （1954年3月31日）喜多方市新設のため
- 耶麻郡松山村 （1954年3月31日）喜多方市新設のため
- 耶麻郡上三宮村 （1954年3月31日）喜多方市新設のため
- 耶麻郡岩月村 （1954年3月31日）喜多方市新設のため
- 耶麻郡関柴村 （1954年3月31日）喜多方市新設のため
- 耶麻郡熊倉村 （1954年3月31日）喜多方市新設のため
- 耶麻郡慶徳村 （1954年3月31日）喜多方市新設のため
- 耶麻郡豊川村 （1954年3月31日）喜多方市新設のため
- 河沼郡（旧）高寺村 （1954年3月31日）河沼郡高寺村新設のため
- 河沼郡片門村 （1954年3月31日）河沼郡高寺村新設のため
- 河沼郡束松村 （1954年3月31日）河沼郡高寺村新設のため
- 西白河郡白坂村 （1954年7月1日）白河市に編入のため
- 耶麻郡（旧）塩川町 （1954年7月1日）耶麻郡塩川町新設のため
- 耶麻郡堂島村 （1954年7月1日）耶麻郡塩川町新設のため
- 耶麻郡姥堂村 （1954年7月1日）耶麻郡塩川町新設のため
- 耶麻郡駒形村 （1954年7月1日）耶麻郡塩川町新設のため
- 河沼郡野沢町 （1954年7月1日）耶麻郡西会津町新設のため
- 河沼郡尾野本村 （1954年7月1日）耶麻郡西会津町新設のため
- 河沼郡登世島村 （1954年7月1日）耶麻郡西会津町新設のため
- 河沼郡睦合村 （1954年7月1日）耶麻郡西会津町新設のため
- 河沼郡下谷村 （1954年7月1日）耶麻郡西会津町新設のため
- 河沼郡群岡村 （1954年7月1日）耶麻郡西会津町新設のため
- 河沼郡上野尻村 （1954年7月1日）耶麻郡西会津町新設のため
- 河沼郡宝坂村 （1954年7月1日）耶麻郡西会津町新設のため
- 耶麻郡新郷村 （1954年7月1日）耶麻郡西会津町新設のため
- 耶麻郡奥川村 （1954年7月1日）耶麻郡西会津町新設のため
- 相馬郡（旧）新地村 （1954年8月20日）相馬郡新地村新設のため
- 相馬郡福田村 （1954年8月20日）相馬郡新地村新設のため
- 相馬郡駒ヶ嶺村 （1954年8月20日）相馬郡新地村新設のため
- 安積郡（旧）熱海町 （1954年9月1日）安積郡熱海町 新設のため
- 安積郡丸守村 （1954年9月1日）安積郡熱海町新設のため
- 石川郡（旧）浅川町 （1954年10月1日）石川郡浅川町新設のため
- 石川郡山白石村 （1954年10月1日）石川郡浅川町新設のため
- 西白河郡小田川村 （1954年10月1日）白河市に編入のため
- 西白河郡川崎村 （1954年10月1日）西白河郡泉崎村新設のため
- 西白河郡関平村 （1954年10月1日）西白河郡泉崎村新設のため
- 石城郡豊間町 （1954年10月1日）平市に編入のため
- 石城郡高久村 （1954年10月1日）平市に編入のため
- 石城郡夏井村 （1954年10月1日）平市に編入のため
- 石城郡草野村 （1954年10月1日）平市に編入のため
- 安積郡富田村 （1954年11月1日）郡山市・安積郡喜久田村に分割編入のため
- 双葉郡大野村 （1954年11月1日）双葉郡大熊町新設のため
- 双葉郡熊町村 （1954年11月1日）双葉郡大熊町新設のため
- 大沼郡（旧）本郷町 （1954年11月1日）大沼郡本郷町新設のため
- 大沼郡玉路村 （1954年11月1日）大沼郡本郷町新設のため
- 安積郡永盛町 （1954年12月10日）安積郡安積町新設のため
- 安積郡豊田村 （1954年12月10日）安積郡安積町新設のため
- 伊達郡（旧）桑折町 （1955年1月1日）伊達郡桑折町新設のため
- 伊達郡伊達崎村 （1955年1月1日）伊達郡桑折町新設のため
- 伊達郡睦合村 （1955年1月1日）伊達郡桑折町新設のため
- 伊達郡半田村 （1955年1月1日）伊達郡桑折町新設のため
- 安達郡小浜町 （1955年1月1日）安達郡岩代町新設のため
- 安達郡新殿村 （1955年1月1日）安達郡岩代町新設のため
- 安達郡旭村 （1955年1月1日）安達郡岩代町新設のため
- 安達郡太田村 （1955年1月1日）分割し、安達郡東和村新設・安達郡小浜町（即日消滅）に編入のため
- 安達郡針道村 （1955年1月1日）安達郡東和村新設のため
- 安達郡木幡村 （1955年1月1日）安達郡東和村新設のため
- 安達郡戸沢村 （1955年1月1日）安達郡東和村新設のため
- 安達郡油井村 （1955年1月1日）安達郡安達村新設のため
- 安達郡渋川村 （1955年1月1日）安達郡安達村新設のため
- 安達郡上川崎村 （1955年1月1日）安達郡安達村新設のため
- 安達郡（旧）二本松町 （1955年1月1日）安達郡二本松町新設のため
- 安達郡塩沢村 （1955年1月1日）安達郡二本松町新設のため
- 安達郡岳下村 （1955年1月1日）安達郡二本松町新設のため
- 安達郡杉田村 （1955年1月1日）安達郡二本松町新設のため
- 安達郡石井村 （1955年1月1日）安達郡二本松町新設のため
- 安達郡大平村 （1955年1月1日）安達郡二本松町新設のため
- 伊達郡（旧）飯野町 （1955年1月1日）伊達郡飯野町新設のため
- 伊達郡青木村 （1955年1月1日）伊達郡飯野町新設のため
- 伊達郡大久保村 （1955年1月1日）伊達郡飯野町新設のため
- 伊達郡明治村 （1955年1月1日）伊達郡飯野町新設のため
- 田村郡守山町 （1955年1月1日）田村郡田村町新設のため
- 田村郡谷田川村 （1955年1月1日）田村郡田村町新設のため
- 田村郡高瀬村 （1955年1月1日）分割し、郡山市に編入，田村郡田村町新設のため
- 石川郡川東村 （1955年1月1日）石川郡大東村新設のため
- 石川郡大森田村 （1955年1月1日）石川郡大東村新設のため
- 東白川郡（旧）棚倉町 （1955年1月1日）東白川郡棚倉町新設のため
- 東白川郡社川村 （1955年1月1日）東白川郡棚倉町新設のため
- 東白川郡高野村 （1955年1月1日）東白川郡棚倉町新設のため
- 東白川郡近津村 （1955年1月1日）東白川郡棚倉町新設のため
- 東白川郡山岡村 （1955年1月1日）東白川郡棚倉町新設のため
- 西白河郡滑津村 （1955年1月1日）西白河郡中島村新設のため
- 西白河郡吉子川村 （1955年1月1日）西白河郡中島村新設のため
- 北会津郡湊村 （1955年1月1日）若松市（即日改称、会津若松市）に編入のため
- 北会津郡一箕村 （1955年1月1日）若松市（即日改称、会津若松市）に編入のため
- 北会津郡高野村 （1955年1月1日）若松市（即日改称、会津若松市）に編入のため
- 北会津郡神指村 （1955年1月1日）若松市（即日改称、会津若松市）に編入のため
- 北会津郡門田村 （1955年1月1日）若松市（即日改称、会津若松市）に編入のため
- 北会津郡大戸村 （1955年1月1日）若松市（即日改称、会津若松市）に編入のため
- 北会津郡東山村 （1955年1月1日）若松市（即日改称、会津若松市）に編入のため
- 伊達郡霊山村 （1955年1月31日）伊達郡霊山町新設のため
- 伊達郡掛田町 （1955年1月31日）伊達郡霊山町新設のため
- 伊達郡石戸村 （1955年1月31日）伊達郡霊山町新設のため
- 伊達郡小国村 （1955年1月31日）伊達郡霊山町新設のため
- 田村郡（旧）常葉町 （1955年2月1日）田村郡常葉町新設のため
- 田村郡山根村 （1955年2月1日）田村郡常葉町新設のため
- 田村郡小野新町 （1955年2月1日）田村郡小野町新設のため
- 田村郡飯豊村 （1955年2月1日）田村郡小野町新設のため
- 田村郡夏井村 （1955年2月1日）田村郡小野町新設のため
- 西白河郡古関村 （1955年2月1日）西白河郡表郷村新設のため
- 西白河郡金山村 （1955年2月1日）西白河郡表郷村新設のため
- 西白河郡社村 （1955年2月1日）西白河郡表郷村新設のため
- 石城郡沢渡村 （1955年2月11日）石城郡三和村新設のため
- 石城郡永戸村 （1955年2月11日）石城郡三和村新設のため
- 石城郡三阪村 （1955年2月11日）石城郡三和村新設のため
- 石城郡箕輪村 （1955年2月11日）内郷市・石城郡好間村に分割編入のため
- 石城郡上小川村 （1955年2月11日）石城郡小川町新設のため
- 石城郡下小川村 （1955年2月11日）石城郡小川町新設のため
- 石城郡赤井村（1955年2月11日）平市・石城郡小川町に分割編入のため
- 伊達郡（旧）保原町 （1955年3月1日）伊達郡保原町新設のため
- 伊達郡大田村 （1955年3月1日）伊達郡保原町新設のため
- 伊達郡上保原村 （1955年3月1日）伊達郡保原町新設のため
- 伊達郡柱沢村 （1955年3月1日）伊達郡保原町新設のため
- 伊達郡富成村 （1955年3月1日）伊達郡保原町新設のため
- 信夫郡大森村 （1955年3月1日）信夫郡信夫村新設のため
- 信夫郡平田村 （1955年3月1日）信夫郡信夫村新設のため
- 信夫郡鳥川村 （1955年3月1日）信夫郡信夫村新設のため
- 伊達郡（旧）梁川町 （1955年3月1日）伊達郡梁川町新設のため
- 伊達郡粟野村 （1955年3月1日）伊達郡梁川町新設のため
- 伊達郡堰本村 （1955年3月1日）伊達郡梁川町新設のため
- 伊達郡白根村 （1955年3月1日）伊達郡梁川町新設のため
- 伊達郡山舟生村 （1955年3月1日）伊達郡梁川町新設のため
- 伊達郡富野村 （1955年3月1日）伊達郡梁川町新設のため
- 伊達郡五十沢村 （1955年3月1日）伊達郡梁川町新設のため
- 伊達郡（旧）川俣町 （1955年3月1日）伊達郡川俣町新設のため
- 伊達郡富田村 （1955年3月1日）伊達郡川俣町新設のため
- 伊達郡福田村 （1955年3月1日）伊達郡川俣町新設のため
- 伊達郡小島村 （1955年3月1日）伊達郡川俣町新設のため
- 伊達郡飯坂村 （1955年3月1日）伊達郡川俣町新設のため
- 伊達郡小綱木村 （1955年3月1日）伊達郡川俣町新設のため
- 伊達郡大綱木村 （1955年3月1日）伊達郡川俣町新設のため
- 安達郡山木屋村 （1955年3月1日）伊達郡川俣町新設のため
- 伊達郡（旧）月舘町 （1955年3月1日）伊達郡月舘町新設のため
- 伊達郡小手村 （1955年3月1日）伊達郡月舘町新設のため
- 田村郡二瀬村 （1955年3月1日）田村郡田村町に編入のため
- 西白河郡五箇村 （1955年3月1日）白河市に編入のため
- 西白河郡小野田村 （1955年3月1日）西白河郡東村新設のため
- 西白河郡釜子村 （1955年3月1日）西白河郡東村新設のため
- 耶麻郡（旧）猪苗代町 （1955年3月1日）耶麻郡猪苗代町新設のため
- 耶麻郡翁島村 （1955年3月1日）耶麻郡猪苗代町新設のため
- 耶麻郡千里村 （1955年3月1日）耶麻郡猪苗代町新設のため
- 耶麻郡月輪村 （1955年3月1日）耶麻郡猪苗代町新設のため
- 耶麻郡吾妻村 （1955年3月1日）耶麻郡猪苗代町新設のため
- 安積郡穂積村 （1955年3月10日）安積郡三穂田村新設のため
- 安積郡三和村 （1955年3月10日）安積郡三穂田村新設のため
- 岩瀬郡仁井田村 （1955年3月10日）須賀川市に編入のため
- 東白川郡旧・塙町 （1955年3月10日）東白川郡塙笹原町新設のため
- 東白川郡笹原村 （1955年3月10日）東白川郡塙笹原町新設のため
- 石城郡（旧）四倉町 （1955年3月10日）石城郡四倉町新設のため
- 石城郡大浦村 （1955年3月10日）石城郡四倉町新設のため
- 石城郡大野村 （1955年3月10日）石城郡四倉町新設のため
- 信夫郡（旧）松川町 （1955年3月20日）信夫郡松川町新設のため
- 信夫郡金谷川村 （1955年3月20日）信夫郡松川町新設のため
- 信夫郡水原村 （1955年3月20日）信夫郡松川町新設のため
- 信夫郡（旧）飯坂町 （1955年3月31日）信夫郡飯坂町新設のため
- 信夫郡平野村 （1955年3月31日）信夫郡飯坂町新設のため
- 信夫郡中野村 （1955年3月31日）信夫郡飯坂町新設のため
- 伊達郡湯野町 （1955年3月31日）信夫郡飯坂町新設のため
- 伊達郡東湯野村 （1955年3月31日）信夫郡飯坂町新設のため
- 伊達郡茂庭村 （1955年3月31日）信夫郡飯坂町新設のため
- 安達郡大山村 （1955年3月31日）安達郡大玉村新設のため
- 安達郡玉井村 （1955年3月31日）安達郡大玉村新設のため
- 信夫郡大笹生村 （1955年3月31日）福島市に編入のため
- 信夫郡笹谷村 （1955年3月31日）福島市に編入のため
- 信夫郡荒井村 （1955年3月31日）福島市に編入のため
- 信夫郡土湯村 （1955年3月31日）福島市に編入のため
- 信夫郡吉井田村 （1955年3月31日）福島市に編入のため
- 安達郡下川崎村 （1955年3月31日）信夫郡松川町に編入のため
- 安積郡月形村 （1955年3月31日）安積郡湖南村新設のため
- 安積郡中野村 （1955年3月31日）安積郡湖南村新設のため
- 安積郡三代村 （1955年3月31日）安積郡湖南村新設のため
- 安積郡福良村 （1955年3月31日）安積郡湖南村新設のため
- 安積郡赤津村 （1955年3月31日）安積郡湖南村新設のため
- 安積郡大槻町 （1955年3月31日）郡山市に編入のため
- 岩瀬郡（旧）長沼町 （1955年3月31日）岩瀬郡長沼町新設のため
- 岩瀬郡桙衝村 （1955年3月31日）岩瀬郡長沼町新設のため
- 岩瀬郡白方村 （1955年3月31日）岩瀬郡岩瀬村新設のため
- 岩瀬郡白江村 （1955年3月31日）岩瀬郡岩瀬村新設のため
- 石川郡（旧）石川町 （1955年3月31日）石川郡石川町新設のため
- 石川郡沢田村 （1955年3月31日）石川郡石川町新設のため
- 石川郡山橋村 （1955年3月31日）石川郡石川町新設のため
- 石川郡中谷村 （1955年3月31日）石川郡石川町新設のため
- 石川郡母畑村 （1955年3月31日）石川郡石川町新設のため
- 石川郡野木沢村 （1955年3月31日）石川郡石川町新設のため
- 石川郡泉村 （1955年3月31日）石川郡玉川村新設のため
- 石川郡須釜村 （1955年3月31日）石川郡玉川村新設のため
- 石川郡小平村 （1955年3月31日）石川郡平田村新設のため
- 石川郡蓬田村 （1955年3月31日）石川郡平田村新設のため
- 東白川郡竹貫村 （1955年3月31日）東白川郡古殿村新設のため
- 東白川郡宮本村 （1955年3月31日）東白川郡古殿村新設のため
- 東白川郡塙笹原町 （1955年3月31日）東白川郡塙町新設のため
- 東白川郡石井村 （1955年3月31日）東白川郡塙町新設のため
- 東白川郡高城村 （1955年3月31日）分割し、東白川郡塙町・矢祭村新設のため
- 東白川郡豊里村 （1955年3月31日）東白川郡矢祭村新設のため
- 岩瀬郡牧本村 （1955年3月31日）岩瀬郡天栄村新設のため
- 岩瀬郡湯本村 （1955年3月31日）岩瀬郡天栄村新設のため
- 岩瀬郡大里村 （1955年3月31日）岩瀬郡天栄村新設のため
- 岩瀬郡広戸村 （1955年3月31日）分割し、西白河郡矢吹町（即日廃止）に編入、岩瀬郡天栄村新設のため
- 西白河郡（旧）矢吹町 （1955年3月31日）西白河郡矢吹町新設のため
- 西白河郡中畑村 （1955年3月31日）西白河郡矢吹町新設のため
- 西白河郡三神村 （1955年3月31日）西白河郡矢吹町新設のため
- 双葉郡（旧）富岡町 （1955年3月31日）双葉郡富岡町新設のため
- 双葉郡双葉町 （1955年3月31日）双葉郡富岡町新設のため
- 石城郡上遠野村 （1955年3月31日）石城郡遠野町新設のため
- 石城郡入遠野村 （1955年3月31日）石城郡遠野町新設のため
- 河沼郡新郷村 （1955年3月31日）河沼郡高郷村新設のため
- 河沼郡千咲村 （1955年3月31日）河沼郡高郷村新設のため
- 河沼郡高寺村 （1955年3月31日）河沼郡高郷村新設のため
- 耶麻郡山郷村 （1955年3月31日）河沼郡高郷村新設のため
- 河沼郡（旧）柳津町 （1955年3月31日）河沼郡柳津町新設のため
- 大沼郡西山村 （1955年3月31日）河沼郡柳津町新設のため
- 大沼郡高田町 （1955年3月31日）大沼郡会津高田町新設のため
- 大沼郡永井野村 （1955年3月31日）大沼郡会津高田町新設のため
- 大沼郡旭村 （1955年3月31日）大沼郡会津高田町新設のため
- 大沼郡藤川村 （1955年3月31日）大沼郡会津高田町新設のため
- 大沼郡赤沢村 （1955年3月31日）大沼郡会津高田町新設のため
- 大沼郡尾岐村 （1955年3月31日）大沼郡会津高田町新設のため
- 大沼郡東尾岐村 （1955年3月31日）大沼郡会津高田町新設のため
- 大沼郡川口村 （1955年3月31日）大沼郡金山村新設のため
- 大沼郡本名村 （1955年3月31日）大沼郡金山村新設のため
- 大沼郡沼沢村 （1955年3月31日）大沼郡金山村新設のため
- 大沼郡横田村 （1955年3月31日）大沼郡金山村新設のため
- 田村郡（旧）三春町 （1955年4月1日）田村郡三春町新設のため
- 田村郡中郷村 （1955年4月1日）田村郡三春町新設のため
- 田村郡沢石村 （1955年4月1日）田村郡三春町新設のため
- 田村郡要田村 （1955年4月1日）田村郡三春町新設のため
- 田村郡御木沢村 （1955年4月1日）田村郡三春町新設のため
- 田村郡中妻村 （1955年4月1日）田村郡三春町新設のため
- 田村郡高野村 （1955年4月1日）田村郡西田村新設のため
- 田村郡逢隈村 （1955年4月1日）田村郡西田村新設のため
- 田村郡（旧）船引町 （1955年4月1日）田村郡船引町新設のため
- 田村郡文珠村 （1955年4月1日）田村郡船引町新設のため
- 田村郡美山村 （1955年4月1日）田村郡船引町新設のため
- 田村郡瀬川村 （1955年4月1日）田村郡船引町新設のため
- 田村郡移村 （1955年4月1日）田村郡船引町新設のため
- 田村郡芦沢村 （1955年4月1日）田村郡船引町新設のため
- 田村郡七郷村 （1955年4月1日）分割し、田村郡大越町に編入、船引町新設のため
- 河沼郡坂下町 （1955年4月1日）河沼郡会津坂下町新設のため
- 河沼郡若宮村 （1955年4月1日）河沼郡会津坂下町新設のため
- 河沼郡金上村 （1955年4月1日）河沼郡会津坂下町新設のため
- 河沼郡広瀬村 （1955年4月1日）河沼郡会津坂下町新設のため
- 河沼郡川西村 （1955年4月1日）河沼郡会津坂下町新設のため
- 河沼郡八幡村 （1955年4月1日）河沼郡会津坂下町新設のため
- 南会津郡（旧）伊南村 （1955年4月1日）南会津郡伊南村新設のため
- 南会津郡大川村 （1955年4月1日）南会津郡伊南村新設のため
- 南会津郡（旧）田島町 （1955年4月1日）南会津郡田島町新設のため
- 南会津郡檜沢村 （1955年4月1日）南会津郡田島町新設のため
- 南会津郡荒海村 （1955年4月1日）南会津郡田島町新設のため
- 南会津郡楢原町 （1955年4月1日）南会津郡下郷町新設のため
- 南会津郡旭田村 （1955年4月1日）南会津郡下郷町新設のため
- 南会津郡江川村 （1955年4月1日）南会津郡下郷町新設のため
- 西白河郡信夫村 （1955年4月10日）西白河郡大信村新設のため
- 西白河郡大屋村 （1955年4月10日）西白河郡大信村新設のため
- 安積郡多田野村 （1955年4月25日）安積郡逢瀬村新設のため
- 安積郡河内村 （1955年4月25日）安積郡逢瀬村新設のため
- 石城郡勿来町 （1955年4月29日）勿来市新設のため
- 石城郡植田町 （1955年4月29日）勿来市新設のため
- 石城郡錦町 （1955年4月29日）勿来市新設のため
- 石城郡川部村 （1955年4月29日）勿来市新設のため
- 石城郡山田村 （1955年4月29日）勿来市新設のため
- 安達郡和木沢村 （1955年4月30日）分割し、安達郡本宮町に編入、安達郡白沢村新設のため
- 安達郡白岩村 （1955年4月30日）安達郡白沢村新設のため
- 伊達郡立子山村 （1955年7月10日）福島市に編入のため
- 南会津郡（旧）只見村 （1955年7月20日）南会津郡只見村新設のため
- 南会津郡明和村 （1955年7月20日）南会津郡只見村新設のため
- 南会津郡大宮村 （1955年7月20日）南会津郡南郷村新設のため
- 南会津郡富田村 （1955年7月20日）南会津郡南郷村新設のため
- 耶麻郡長瀬村 （1955年7月20日）耶麻郡猪苗代町に編入のため
- 大沼郡宮下村 （1955年7月20日）大沼郡三島村新設のため
- 大沼郡西方村 （1955年7月20日）大沼郡三島村新設のため
- 田村郡巌江村 （1955年11月15日）郡山市・田村郡三春町・西田村に分割編入のため
- 安達郡岩根村 （1956年4月30日）安達郡本宮町に編入のため
- 双葉郡（旧）浪江町 （1956年5月1日）双葉郡浪江町新設のため
- 双葉郡大堀村 （1956年5月1日）双葉郡浪江町新設のため
- 双葉郡苅野村 （1956年5月1日）双葉郡浪江町新設のため
- 双葉郡津島村 （1956年5月1日）双葉郡浪江町新設のため
- 北会津郡荒舘村 （1956年5月1日）北会津村新設のため
- 北会津郡川南村 （1956年5月1日）北会津村新設のため
- 田村郡御舘村 （1956年9月1日）田村郡中田村新設のため
- 田村郡宮城村 （1956年9月1日）田村郡中田村新設のため
- 双葉郡竜田村 （1956年9月1日）双葉郡楢葉町新設のため
- 双葉郡木戸村 （1956年9月1日）双葉郡楢葉町新設のため
- 信夫郡野田村 （1956年9月30日）信夫郡吾妻村新設のため
- 信夫郡大庭村 （1956年9月30日）信夫郡吾妻村新設のため
- 信夫郡水保村 （1956年9月30日）信夫郡吾妻村新設のため
- 信夫郡佐倉村 （1956年9月30日）福島市に編入のため
- 伊達郡伊達町 （1956年9月30日）伊達郡伏黒村に編入のため
- 相馬郡石神村 （1956年9月30日）原町市に編入のため
- 相馬郡飯曽村 （1956年9月30日）相馬郡飯舘村新設のため
- 相馬郡大舘村 （1956年9月30日）相馬郡飯舘村新設のため
- 河沼郡笈川村 （1957年3月31日）河沼郡湯川村新設のため
- 河沼郡勝常村 （1957年3月31日）河沼郡湯川村新設のため
- 河沼郡日橋村 （1957年4月1日）河沼郡河東村新設のため
- 河沼郡堂島村 （1957年4月1日）河沼郡河東村新設のため
- 南会津郡朝日村 （1959年8月1日）南会津郡只見村（即日町制、只見町）に編入のため

## 1960年代
- 信夫郡飯坂町 （1964年1月1日）福島市に編入のため
- 旧・郡山市 （1965年5月1日）郡山市新設のため
- 安積郡安積町 （1965年5月1日）郡山市新設のため
- 安積郡日和田町 （1965年5月1日）郡山市新設のため
- 安積郡富久山町 （1965年5月1日）郡山市新設のため
- 安積郡熱海町 （1965年5月1日）郡山市新設のため
- 安積郡三穂田村 （1965年5月1日）郡山市新設のため
- 安積郡逢瀬村 （1965年5月1日）郡山市新設のため
- 安積郡片平村 （1965年5月1日）郡山市新設のため
- 安積郡喜久田村 （1965年5月1日）郡山市新設のため
- 安積郡湖南村 （1965年5月1日）郡山市新設のため
- 田村郡田村町 （1965年5月1日）郡山市新設のため
- 田村郡中田村 （1965年8月1日）郡山市に編入のため
- 田村郡西田村 （1965年8月1日）郡山市に編入のため
- 信夫郡松川町 （1966年6月1日）福島市に編入のため
- 信夫郡信夫村 （1966年6月1日）福島市に編入のため
- 内郷市 （1966年10月1日）いわき市新設のため
- 常磐市 （1966年10月1日）いわき市新設のため
- 磐城市 （1966年10月1日）いわき市新設のため
- 平市 （1966年10月1日）いわき市新設のため
- 勿来市 （1966年10月1日）いわき市新設のため
- 石城郡四倉町 （1966年10月1日）いわき市新設のため
- 石城郡遠野町 （1966年10月1日）いわき市新設のため
- 石城郡小川町 （1966年10月1日）いわき市新設のため
- 石城郡好間村 （1966年10月1日）いわき市新設のため
- 石城郡三和村 （1966年10月1日）いわき市新設のため
- 石城郡田人村 （1966年10月1日）いわき市新設のため
- 石城郡川前村 （1966年10月1日）いわき市新設のため
- 双葉郡久之浜町 （1966年10月1日）いわき市新設のため
- 双葉郡大久村 （1966年10月1日）いわき市新設のため
- 石川郡大東村 （1967年2月1日）須賀川市に編入のため
- 信夫郡吾妻町 （1968年10月1日）福島市に編入のため

## 1970年代 - 1990年代
この30年間県内に廃止市町村なし

## 2000年代
- 北会津郡北会津村 （2004年11月1日）会津若松市に編入のため
- 田村郡滝根町 （2005年3月1日）田村市新設のため
- 田村郡大越町 （2005年3月1日）田村市新設のため
- 田村郡常葉町 （2005年3月1日）田村市新設のため
- 田村郡船引町 （2005年3月1日）田村市新設のため
- 田村郡都路村 （2005年3月1日）田村市新設のため
- 岩瀬郡長沼町 （2005年4月1日）須賀川市に編入のため
- 岩瀬郡岩瀬村 （2005年4月1日）須賀川市に編入のため
- 大沼郡会津高田町 （2005年10月1日）大沼郡会津美里町新設のため
- 大沼郡会津本郷町 （2005年10月1日）大沼郡会津美里町新設のため
- 大沼郡新鶴村 （2005年10月1日）大沼郡会津美里町新設のため
- 河沼郡河東町 （2005年11月1日）会津若松市に編入のため
- 旧・白河市 （2005年11月7日）白河市新設のため
- 西白河郡表郷村 （2005年11月7日）白河市新設のため
- 西白河郡東村 （2005年11月7日）白河市新設のため
- 西白河郡大信村 （2005年11月7日）白河市新設のため
- 旧・二本松市 （2005年12月1日）二本松市新設のため
- 安達郡安達町 （2005年12月1日）二本松市新設のため
- 安達郡岩代町 （2005年12月1日）二本松市新設のため
- 安達郡東和町 （2005年12月1日）二本松市新設のため
- 伊達郡伊達町 （2006年1月1日）伊達市新設のため
- 伊達郡梁川町 （2006年1月1日）伊達市新設のため
- 伊達郡保原町 （2006年1月1日）伊達市新設のため
- 伊達郡霊山町 （2006年1月1日）伊達市新設のため
- 伊達郡月舘町 （2006年1月1日）伊達市新設のため
- 原町市 （2006年1月1日）南相馬市新設のため
- 相馬郡鹿島町 （2006年1月1日）南相馬市新設のため
- 相馬郡小高町 （2006年1月1日）南相馬市新設のため
- 旧・喜多方市 （2006年1月4日）喜多方市新設のため
- 耶麻郡熱塩加納村 （2006年1月4日）喜多方市新設のため
- 耶麻郡塩川町 （2006年1月4日）喜多方市新設のため
- 耶麻郡山都町 （2006年1月4日）喜多方市新設のため
- 耶麻郡高郷村 （2006年1月4日）喜多方市新設のため
- 南会津郡田島町 （2006年3月20日）南会津郡南会津町新設のため
- 南会津郡舘岩村 （2006年3月20日）南会津郡南会津町新設のため
- 南会津郡伊南村 （2006年3月20日）南会津郡南会津町新設のため
- 南会津郡南郷村 （2006年3月20日）南会津郡南会津町新設のため
- 安達郡本宮町 （2007年1月1日）本宮市新設のため
- 安達郡白沢村 （2007年1月1日）本宮市新設のため
- 伊達郡飯野町 （2008年7月1日）福島市に編入のため